# Старе місто Торуня
Старе місто Торуня (пол. Stare Miasto w Toruniu, англ. Medieval Town of Toruń, Торунь, Польща) — найстаріша частина міста Торуня, яка з двома іншими частинами — Новим містом і замком Тевтонського ордену утворюють Середньовічне місто Торуня.
Найцінніші пам'ятки архітектури розміщені саме у Старому місті Торуня. 16 вересня 1994 вписане до реєстру пам'яток історії, а в 1997 році воно у складі Середньовічного міста Торуня було внесене до списку Світової спадщини ЮНЕСКО.

Розміщення Середньовічного міста
на плані Торуня

План Середньовічного міста Торуня.
Старе місто (жовтий колір). Нове Місто (синій)

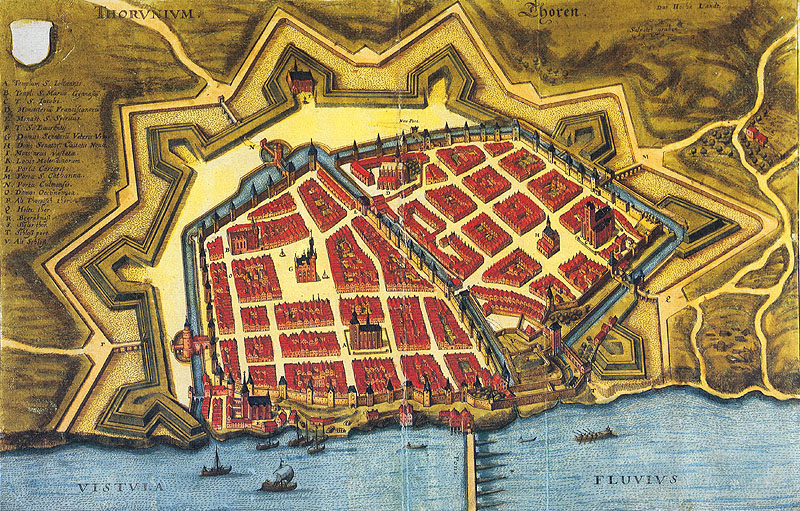
Середньовічне місто Торунь.
Матеус Меріан. 1641

## Історія
Своїм виникненням Старе місто Торуня завдячує лицарям Тевтонського ордену, які у 1230—1231 роках побудували тут замок, що став базою для завоювання та євангелізації Пруссії. Поселення, яке оточувало замок, у 1233 році отримало права міста і дуже швидко стало німецьким торговим центром. Оскільки місто не могло вмістити всіх купців, які прибували з Сілезії, сусідніх польських земель, Вестфалії та Любека, у 1251 році був заснований ще один міський центр — Нове місто Торуня. Тепер у Старому місті був центр купців і багатих промисловців — пивоварів, пекарів і м'ясників, а в Новому місті — центр ремісників: чинбарів, ткачів і кушнірів. Його розвиткові сприяло приєднання міста у XIV-му столітті до Ганзейського торговельного союзу. У другій половині XIII і XIV ст. було побудовано багато чудових будівель, які збереглися і до наших днів — ратуша Старого міста і церкви: собор Святих Іванів, костел Божої Матері. Над річкою Вісла був побудований порт, що до XIV ст. був морським, а біля воріт Св. Духа (Монастирських), корабельня. Ці споруди є свідченням колишньої могутності та важливості Торуня на карті Європи.

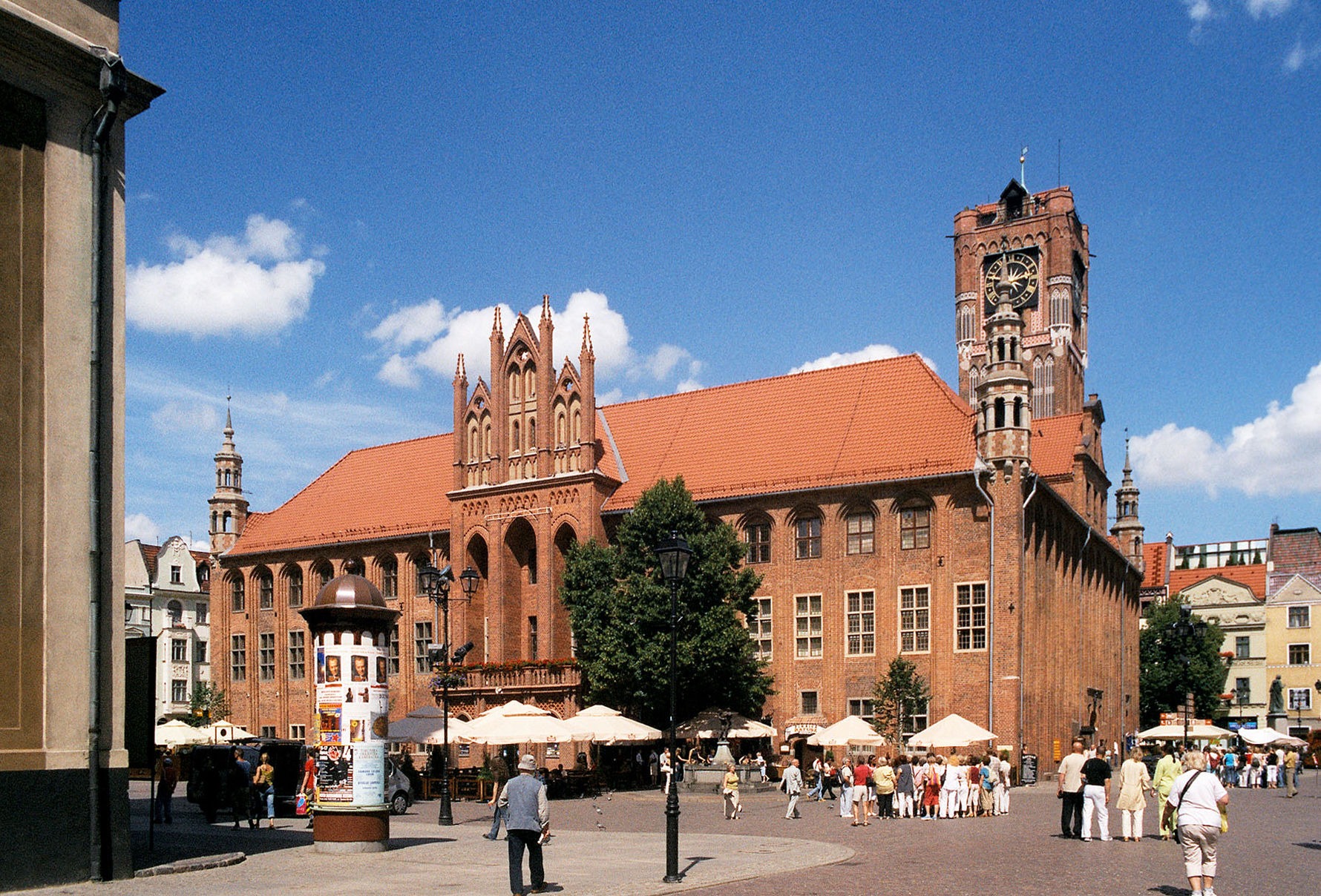
Ратуша Старого міста. Західна сторона. 2005

Після поразки Тевтонського ордену в Грюнвальдській битві 1410 року, утворився Прусський союз, що об'єднав міста, ворожі до ордену, нижнє лицарство Пруссії і Помор'я. У 1454 році війська союзу виступили проти тевтонців і звільнили від їх влади міста і фортеці Гданськ, Торунь, Ельблонг, Крулевець (Кенігсберг) та інші. Король Польщі Казимир IV оголосив про приєднання земель ордену до свого королівства. Таким чином, почалася польсько-тевтонська Тринадцятирічна війна (1454—1466 років), яка закінчилася підписанням у 1466 році другого Торунського миру і Тевтонський орден визнав себе польським васалом.
Торгівля зерном викликала необхідність його зберігання. Тому протягом одного століття, у 1450—1550 роках, в Торуні було побудовано близько 60 нових шпихлірів (зерносховищ). Крім того вони будувалися не тільки безпосередньо над рікою Віслою, але і в межах периметру стін Старого міста. Торунські купці зерна жили на півдні вулиці Мостової.
У 1703 році, під час облоги міста шведами, пожежі частково зруйнували ратушу та будинки Старого міста. На місці зруйнованих будинків біля Ринку у XVIII столітті побудували нову лютеранську кірху (нині костел Святого Духа). Наприкінці XVII століття побудували декілька барокових кам'яниць, наприклад палац Домбських (1693). Протягом XIX і початку XX століття багато будинків середньовічного походження були перебудовані, а на місці знесених побудовані нові у стилях історизму, сецесії і раннього модернізму. Тоді ж розібрали більшу частину оборонних стін з вежами і воротами.
Після Першої та Другої світових воєн проводилися реставраційні роботи, які стали значно інтенсивнішими у 70-х роках ХХ століття.

## Найважливіші об'єкти Старого міста

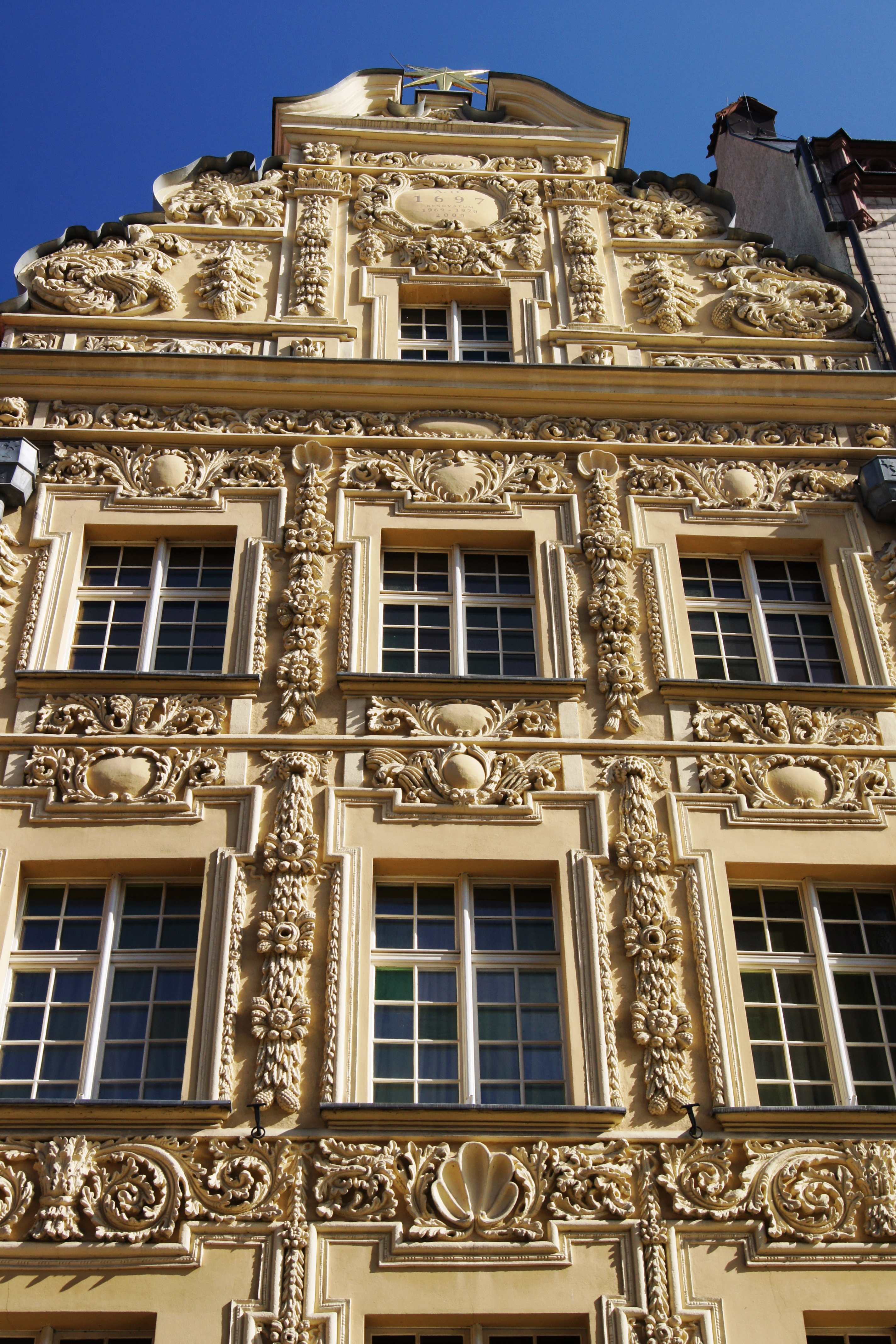
Кам'яниця під зіркою

- Міські стіни. Старе місто було оточене подвійним поясом стін з вежами, воротами і ровом, тільки з боку Вісли стіна одинарна. До наших днів збереглося тільки кілька фрагментів стін, а також три (з 8-ми) брам: Брама Святого Духа (Монастирська брама)[pl], Моряцька брама[pl] та Мостова брама[pl].[6]
  - Брама Святого Духа фламандського типу, з широкими, приземкуватими формами, побудована у першій половині XIV століття. Колись була однією з чотирьох брам, що вели до набережної гавані. За воротами лежало передмістя Рибаки і монастир з лікарнею Святого Духа (звідси назва).
  - Моряцька брама у кінці вулиці Моряцької (Żeglarskiej). Вона датується XIII—XIV століттям, однак з тих часів збереглися лише фрагменти. У XIX столітті вежа була ґрунтовно перебудована. Виконувала представницькі функції, тут церемонно вітали важливих гостей міста.
  - Мостова брама у кінці вулиці Мостової, побудована в 1432 році будівельником Гансом Готландом на місці старої брами, яка була подібна до Моряцької. Вела до мосту (звідси назва) через ріку, де раніше був пором. На вежі закріплені металеві бляшки, які дають інформацію про найвищі рівні води на річці Вісла від XVI до XIX століття.[7]

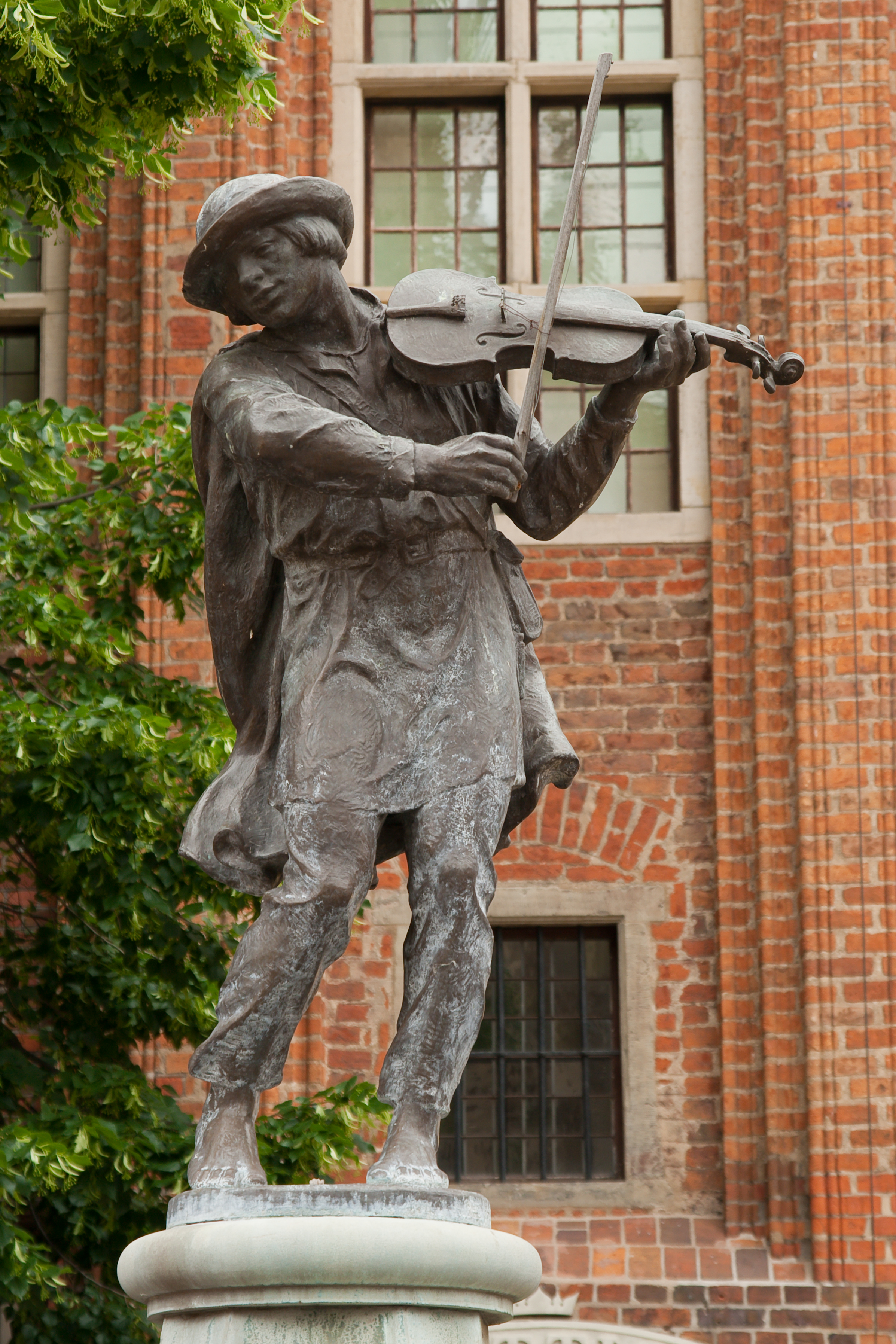
Пам'ятник плисакові в Старому місті Торуня

- Собор Святих Івана Хрестителя та Івана Євангеліста. Храм будувався за 4 етапи від 1250 року до 1480 року. На його вежі знаходиться найбільший середньовічний дзвін у Польщі.[8]
- Ратуша Старого міста. Монументальна будівля XIV століття, перебудована у XVIII столітті. Це прекрасний приклад готичної архітектури з елементами епохи Відродження.[9]
- Костел Божої Матері. Готична споруда, побудована францисканцями в XIV столітті.[10]
- Церква Святого Духа. Барокова протестантська церква побудована в 1756 році. Вежа висотою 64 м була побудована на кінці XIX століття.
- Двір Артура. Неоренесансна будівля кінця XIX століття. Початковий готичний двір Артура, був місцем елітного братства Св. Юрія.[11]

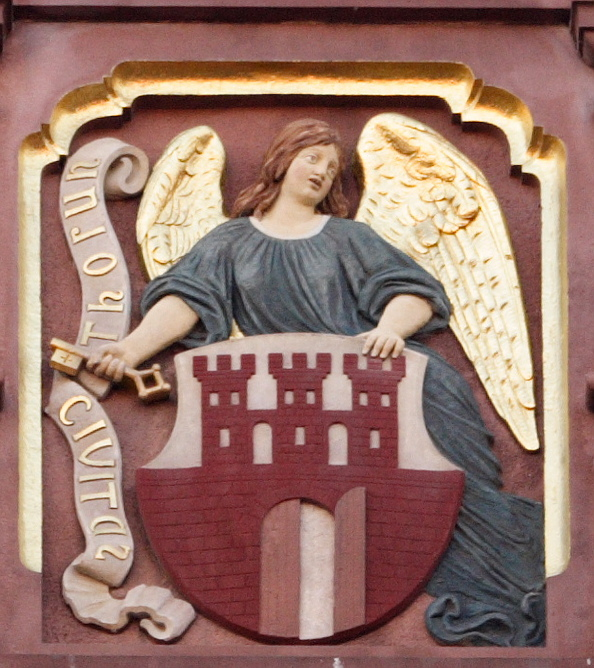
Герб з Двору Артура

- Кам'яниця під зіркою. Бароковий будинок з багато прикрашеним фасадом, верх якого прикрашений позолоченою зіркою.
- Пам'ятник Миколі Коперникові. Статуя роботи Фридерика А. Тіка, відлита в Берліні і встановлена на площі Старого міста в 1853 році. Микола Коперник народився в 1473 р. на вул. Св. Анни (тепер вул. Коперника, 17), як четверта дитина в купецькій сім'ї.[12]
- Пам'ятник плисакові (бокорашеві). За легендою молодий бокораш грою на скрипці звільнив місто від навали жаб. Пам'ятник роботи Георга Вольфа (Georg Wolf) 1914 року стоїть на ринку біля ратуші.[13]

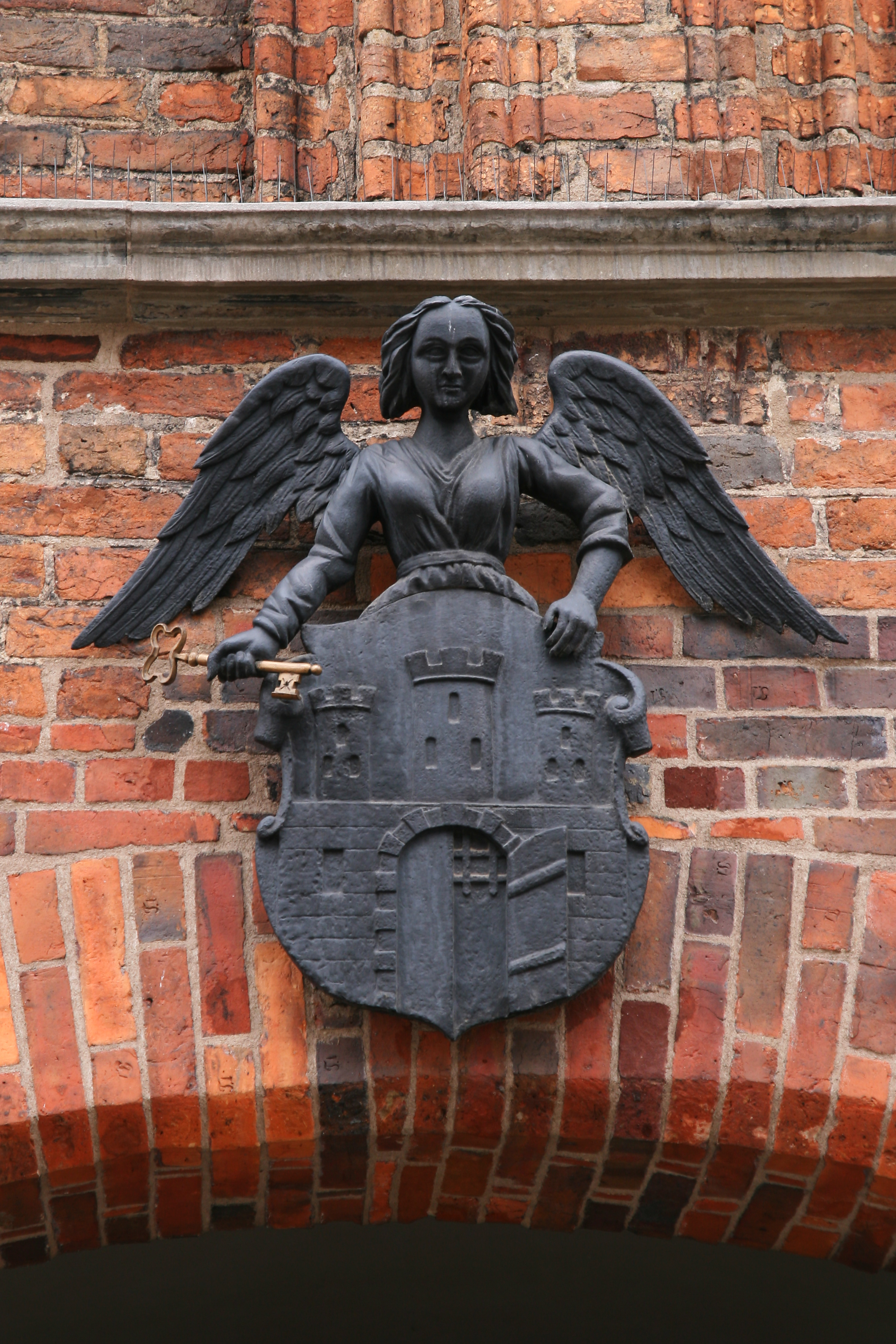
Ангел з гербом міста над воротами ратуші Старого міста Торуня